# فیروز خان نون
فیروز خان نون (زاده ۷ مهٔ ۱۸۹۳ – درگذشته ۹ دسامبر ۱۹۷۰) یک سیاستمدار اهل پاکستان و از دسامبر ۱۹۵۷ تا اکتبر ۱۹۵۸ نخست‌وزیر این کشور بود.